# Jacopo Bonfadini
Jacopo Bonfadini (Varago, 29 gennaio 1771 – Padova, 26 marzo 1835) è stato un filosofo italiano.

## Biografia
Nel novembre del 1825 fu nominato professore di filosofia teoretica, cioè di logica e metafisica, nell'università di Padova, e più tardi gli fu assegnato anche l'insegnamento della morale, con l'aggiunta di alcune lezioni di storia della filosofia antica e moderna. Fu rettore magnifico dell'università di Padova dal 1832 al 1833.